# Joginiya-2
Joginiya-2 – gaun wikas samiti we wschodniej części Nepalu w strefie Sagarmatha w dystrykcie Saptari. Według nepalskiego spisu powszechnego z 2001 roku liczył on 767 gospodarstw domowych i 3993 mieszkańców (1998 kobiet i 1995 mężczyzn).